# حمام زنانه کوشکنو
حمام زنانه کوشکنو مربوط به دوره صفوی است و در شهرستان اردکان، محله کوشکنو، گرمابه کوشکنو واقع شده و این اثر در تاریخ ۲۰ اردیبهشت ۱۳۸۶ با شمارهٔ ثبت ۱۹۰۸۶ به‌عنوان یکی از آثار ملی ایران به ثبت رسیده است.